# Neuilly-en-Thelle
Neuilly-en-Thelle é uma comuna francesa na região administrativa de Altos da França, no departamento de Oise. Estende-se por uma área de 15,73 km². Em 2010 a comuna tinha 3 861 habitantes (densidade: 245,5 hab./km²).